# Ungern i olympiska sommarspelen 1924
Ungern deltog med 58 deltagare vid de olympiska sommarspelen 1924 i Paris. Totalt vann de två guldmedaljer, tre silvermedaljer och fyra bronsmedaljer.

## Medaljer

### Guld
- Sándor Pósta - Fäktning, sabel.
- Gyula Halasy - Skytte.

### Silver
- Lajos Keresztes - Brottning, grekisk-romersk stil, lättvikt.
- Elemér Somfay - Friidrott, femkamp.
- László Berti, János Garay, Sándor Pósta, József Rády, Zoltán Schenker, László Széchy, Ödön Tersztyánszky och Jenő Uhlyárik - Fäktning, sabel.

### Brons
- Rajmund Badó - Brottning, grekisk-romersk stil, tungvikt.
- László Berti, Sándor Pósta, Zoltán Schenker, Ödön Tersztyánszky och István Lichteneckert - Fäktning, florett.
- János Garay - Fäktning, sabel.
- Károly Bartha - Simning, 100 meter ryggsim.